# Vaux (Alto Garona)
 Vaux  es una población y comuna francesa, en la región de Occitania, departamento de Alto Garona, en el distrito de Toulouse y cantón de Revel.

## Demografía
| 241 | 208 | 209 | 210 | 185 | 223 |
| Para los censos de 1962 a 1999 la población legal corresponde a la población sin duplicidades (Fuente: INSEE [Consultar]) |     |     |     |     |     |